# المشرح (مسلسل تلفزيوني)
المشرح ويُعرف أيضاً باسم سلاشر (بلإنجليزية: Slasher) ، هو مسلسل رعب امريكي من إنتاج نتفليكس وهو عبارة عن سلسلة محدودة بُثت لثلاث مواسم

## القصة
يتركز كل موسم علي قاتل متسلسل غير معروف يقتل ضحاياه تم تسمية الشخصية بأسم الجلاد الذي يرهب مدينة واتر بيري (كندا) ويبدء الموسم الثاني الذي يحمل اسم (السياف) مجموعه من مستشاري المعسكر الصيفي الذين يعيدون الي معسكر منعزل لاستعاده جثة جريمة قتل ارتكبوها، قبل ان يتم استهدافهم، واحد تلو الاخر،من قبل القاتل المجهول (الجلاد) ثم يبدء الموسم الثالث (الجناة) يتمحور حول مجموعة من الجيران الدين يتم استهدافهم خلال الانقلاب الصيفي بسبب تواطؤهم في عدم إنقاذ ضحية قتل تم قتلها قبل عام واحد ، ثم يبدء الموسم الرابع (الانقلاب الصيفي) الدي يوكز علي عائلة (جالوري) الثرية والمفككة ولكن بعد الموت المفاجئ لكبير العائلة، يضر أفراد الاسره الباقون للتنافس علي ثروتة والذي يطاردهم القاتل المتسلسل (الجلاد).

## روابط خارجية
- المشرح (مسلسل تلفزيوني) على موقع IMDb (الإنجليزية)
- المشرح (مسلسل تلفزيوني) على موقع ميتاكريتيك (الإنجليزية)
- المشرح (مسلسل تلفزيوني) على موقع نتفليكس (الإنجليزية)
- المشرح (مسلسل تلفزيوني) على موقع كينوبويسك (الروسية)
- المشرح (مسلسل تلفزيوني) على موقع ألو سيني (الفرنسية)
- المشرح (مسلسل تلفزيوني) على موقع قاعدة بيانات الفيلم (الإنجليزية)